# 何塞法薩爾迪

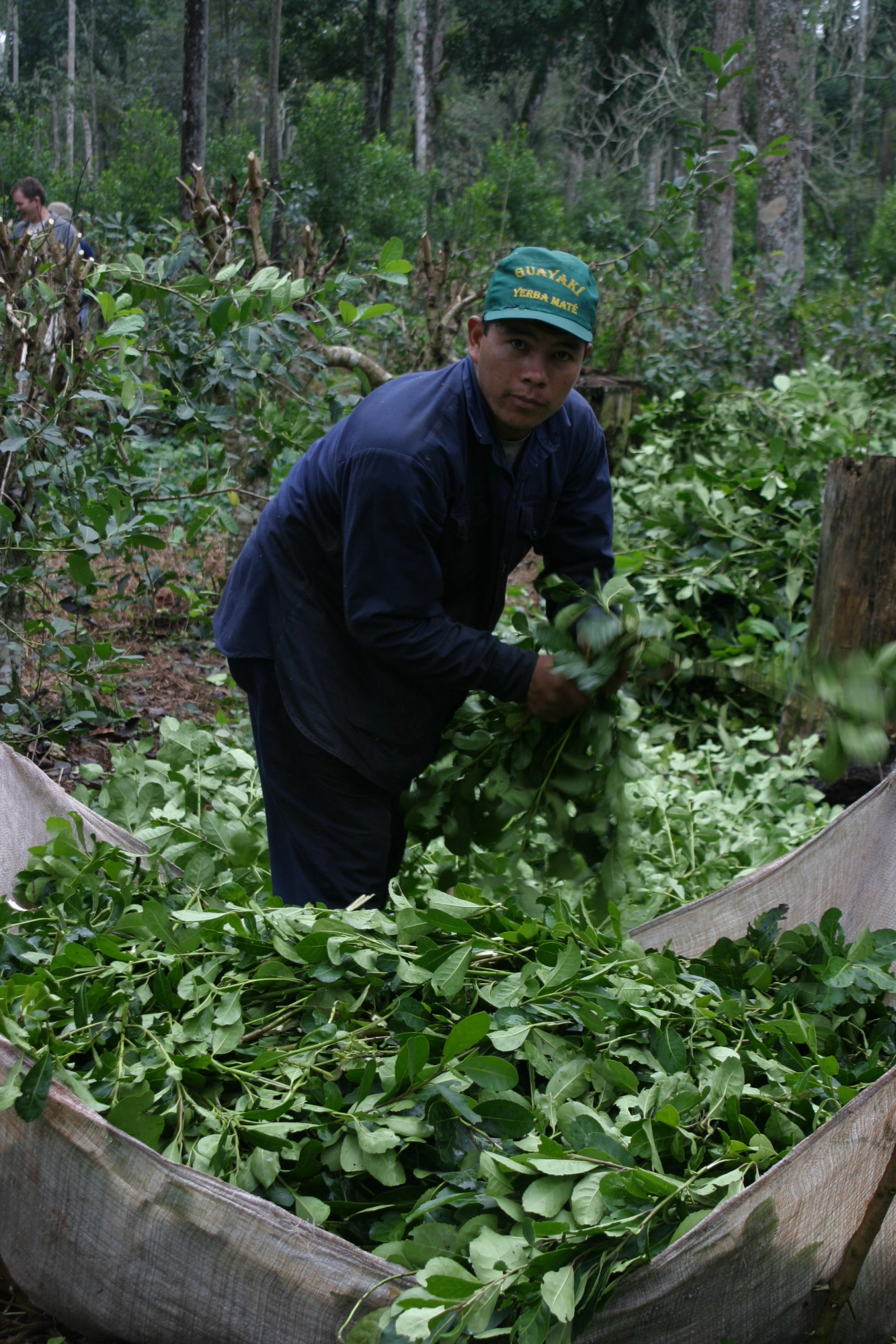

何塞法薩爾迪（西班牙語：José A. Fassardi），是巴拉圭的城鎮，位於該國東南部，由瓜伊拉省負責管轄，面積175平方公里，海拔高度200米，2002年人口6,046，人口密度每平方公里34.55人。